# Tanytarsus miriforceps
Tanytarsus miriforceps is een muggensoort uit de familie van de dansmuggen (Chironomidae). De wetenschappelijke naam van de soort werd voor het eerst geldig gepubliceerd in 1921 door Jean-Jacques Kieffer.